# Libellula needhami
Libellula needhami är en trollsländeart som beskrevs av Westfall 1943. Libellula needhami ingår i släktet Libellula och familjen segeltrollsländor. Inga underarter finns listade i Catalogue of Life.

## Bildgalleri

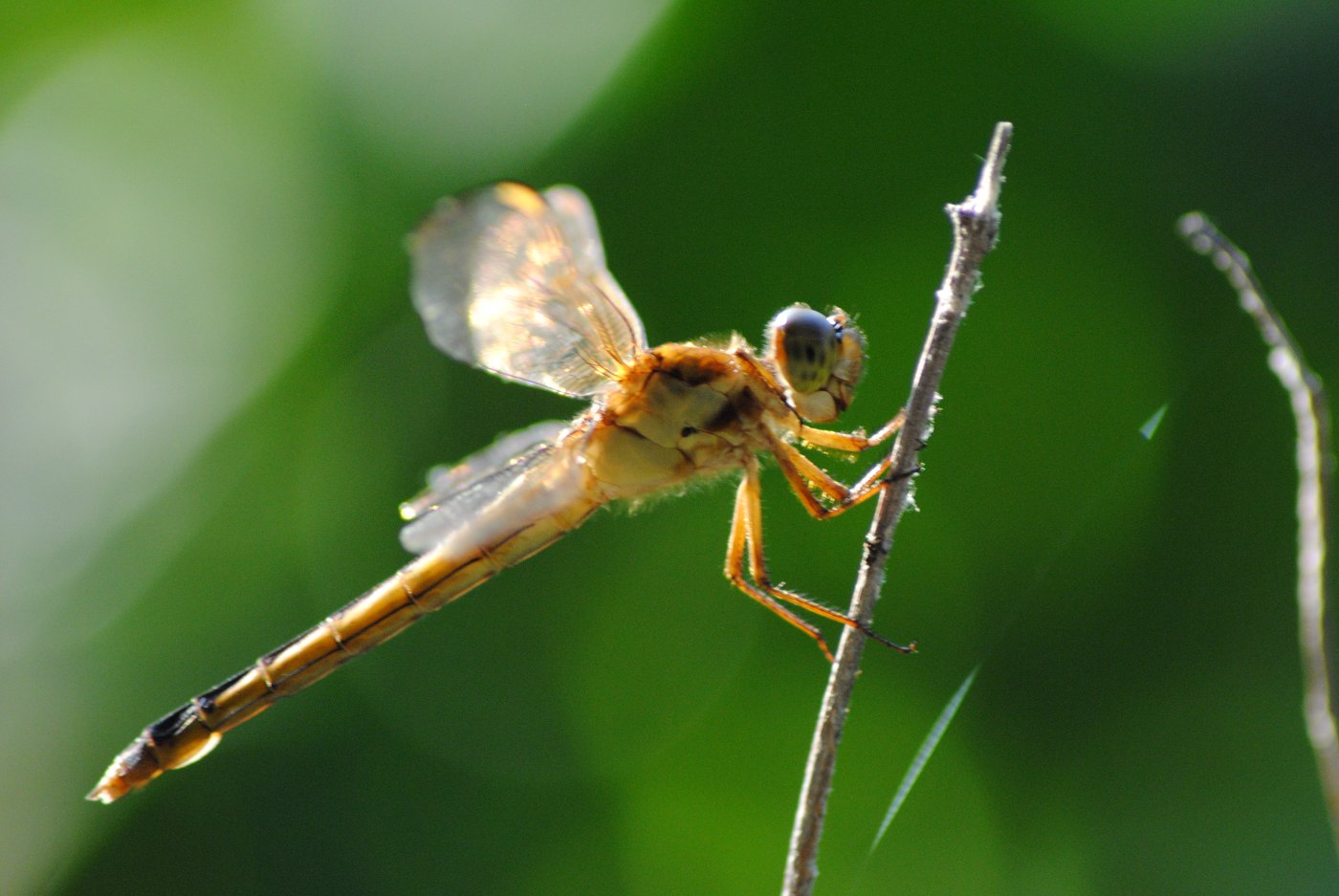
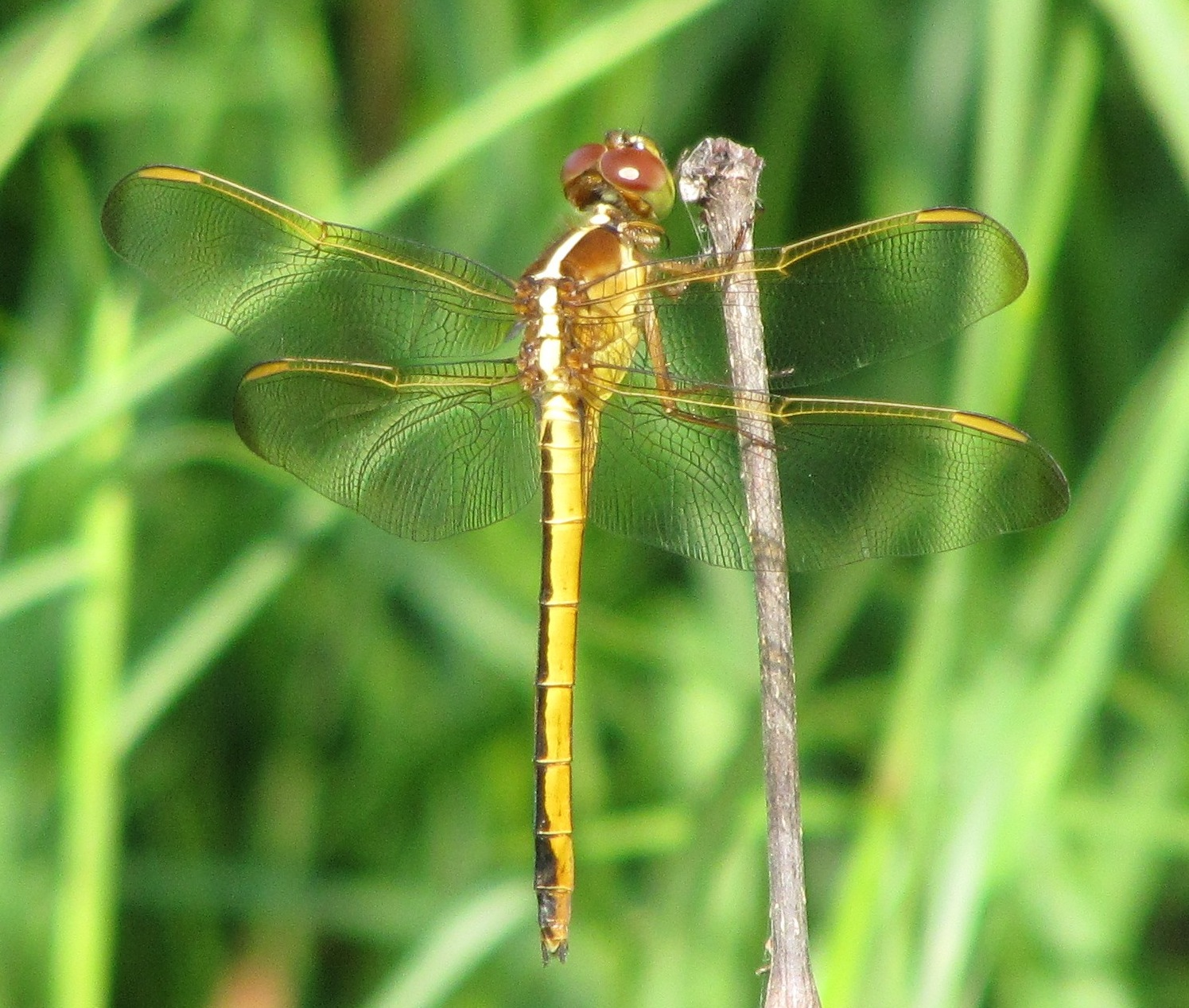